# دانشگاه جنوب دانمارک
دانشگاه جنوب دانمارک (به دانمارکی: Syddansk Universitet) از بهترین دانشگاه‌های دانمارک است که در شهرهای ادنسه، کپنهاک، سوندربورگ، اسبیرگ و کولدینگ واقع شده‌است. این دانشگاه در سال ۱۹۹۸ تأسیس شد. در رده چهارم دانشگاه‌های دانمارک قرار دارد و در چهارصد دانشگاه برتر جهان دسته‌بندی می‌شود.
دانشگاه دانشگاه جنوب دانمارک در رتبه‌بندی جزو ۴۰۰ دانشگاه معتبر دنیا و در بین بهترین دانشگاه‌های دنیا قرار دارد.

## رنکینگ
در رتبه‌بندی دانشگاه‌های جهان QS در سال ۲۰۲۰ دانشگاه جنوب دانمارک در رده ۳۷۲ دنیا و پنجم دانمارک قرار گرفته‌است. همچنین در رتبه‌بندی مؤسسه تایمز در سال ۲۰۲۰ این دانشگاه رتبه ۳۰۰–۲۵۱ را در بین دانشگاه‌های جهان از آن خود کرده‌است.

## دانشکده‌ها
دانشکده‌های دانشگاه جنوب دانمارک عبارتند از:
- دانشکده مهندسی
- دانشکده علوم بهداشت و سلامت
- دانشکده علوم انسانی
- دانشکده علوم
- دانشکده علوم اجتماعی و تجارت